# アイスホッケーモロッコ代表
アイスホッケーモロッコ代表（アイスホッケーモロッコだいひょう、英語: Morocco national ice hockey team）はモロッコアイスホッケー協会による男子アイスホッケーナショナルチームである。
2008年6月にアブダビで行われたアラブカップに出場しアルジェリア、アラブ首長国連邦、クウェートと対戦し3位となった。